# نقد القرآن

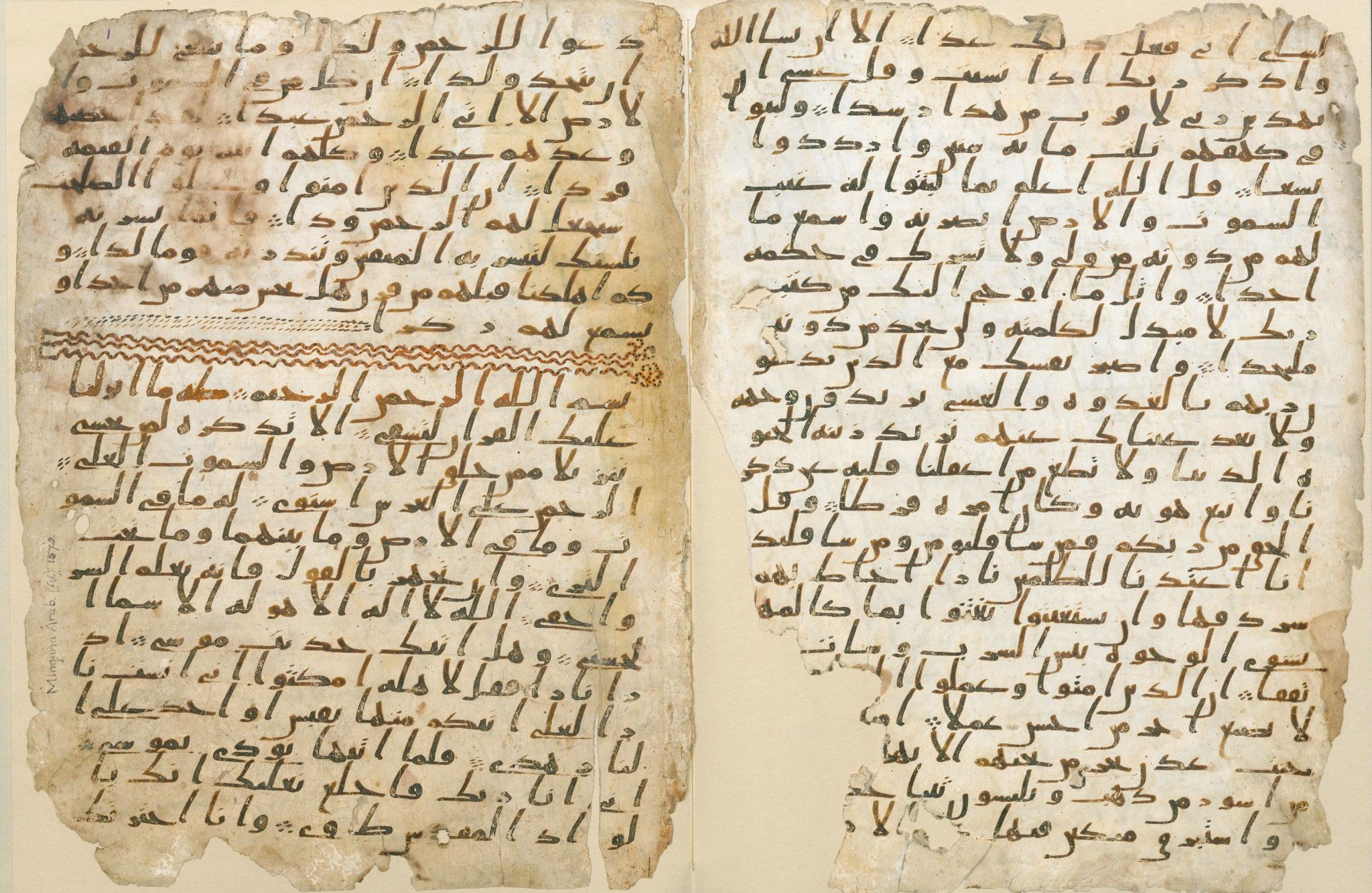
مخطوطة قُرآنيَّة تعود للقرن السَّابع الميلاديّ ضمن مجموعة مخطوطات ووثائق جامعة برمنغهام.

نقد القرآن أو نقد النص القُرآني هو اتجاه فلسفي وأدبي يهدف لدراسة النصوص الواردة في كتاب القُرآن الكريم وهو كتابُ المُسلمين المُقدس؛ يختلف نقد القرآن عن نقد تفسيراته إذ يرمز بشكل واضح لدراسة الآيات القُرآنية وتوجيه النقد لها بينما يشمل نقد تفسير القُرآن توجيه النقد لنصوص المُفسرين فضلاً عن أنّ التفسيرات نفسها تختلف حيث تُعتبر تفسيرات المذهب الشيعي للقرآن مُختلفة عن تفسيرات أهل السّنة والجماعة إضافة لاختلاف التفسير والتأويل للنص القرآني لدى طوائف مثل الدروز والإسماعيلية وغيرهم.
لم يتعرض النص القرآني للنقد بشكل صريح إلاّ في منتصف القرن العشرين ومع ذلك فالأنباء تتضارب عن نقده منذ نزوله فقد كان وثنيّو قبيلة قريش أول من نقد القرآن وما جاء فيه، وقد قالوا أنه شعر يتلوه النبي محمد، وليس له أي مصدر إلهي، وقالوا أنه يصله بإلهام شيطان الشعر، حيث كان العرب يتوهمون أن لكل شاعر شيطانًا من الجن يقول الشعر على لسانه. وبعدها انتُقد القرأن من قبل بعض الفرق الشيعية عندما اتهموا الخليفة عثمان بن عفان بإزالة بعض الآيات منه بغرض تدعيمِ سلطته كما يُنسب للمعتزلة وهي اتجاه فكري ساد في العصر العباسي والخوارج الذين ظهروا في أواخر خلافة عثمان بن عفان نقدهم للقرآن بإنكارهم عدّة أياتٍ منه مثل سورة المسد وسورة يوسف
وبعد نهاية العصر العباسي اتُهم بعضُ الفقهاء والعلماء بأنّهم حاولوا تأويل النص القُرآني وتعريضه للنقد من خلال محض بعض تفسيراته مثل ابن رشد الذي دعا لاستخدام التفكير التحيلي كشرط لتفسير القرآن خلافاً للمُفسرين آنذاك، ومثله ابن الراوندي الذي شكك بالقرآن ويعتبر البعض علماء مثل الكندي والفارابي وابن سينا وغيرهم مُشككين بالقرآن من خلال تأويلاتهم بأنّ الله يعلم الكُليات وليس الجزئيات وقد كان هذا أحدُ أسباب تكفيرهم من قبل بعض الأئمة مثل ابن تيمية. ويُعتبر أبو العلاء المعري أول من قدم محاكاة ونقداً واضحين لكتاب القرآن في كتابه الفصول والغايات.
في القرن العشرين نُقد النص القرآني بصورة واضحة عربيا من خلال فلاسفة ومُفكرين مثل صادق جلال العظم في كتاب نقد الفكر الديني وسيد القمني في كتاب أهل الدين والديمقراطية.

## العلوم في القرآن
وقد خصص بعض العلماء من بين المعلقين المسلمين، ولا سيما البيروني، للقرآن عالمًا منفصلًا ومستقلًا خاصًا به، ورأوا أن القرآن "لا يتدخل في شؤون العلم ولا ينتهك عالم العلم". وقد جادل هؤلاء العلماء في العصور الوسطى بإمكانية وجود تفسيرات علمية متعددة للظواهر الطبيعية، ورفضوا إخضاع القرآن لعلم متغير باستمرار.

#### المعجزات
لقد اختلف المسلمون وغير المسلمين حول وجود معجزات علمية في القرآن الكريم. فوفقًا للمؤلف ضياء الدين سردار، فإن "الأدب الشعبي المعروف باسم الإعجاز" (المعجزة) قد خلق "هوسًا عالميًا في المجتمعات الإسلامية"، بدءًا من سبعينيات وثمانينيات القرن العشرين، والآن يوجد في المكتبات الإسلامية، وينتشر عن طريق المواقع الإلكترونية والدعاة على شاشات التلفاز.
يجادل النقاد أن الآيات التي تشرح الحقائق العلمية الحديثة حول مواضيع مثل علم الأحياء وتاريخ الأرض وتطور الحياة البشرية تحتوي على مغالطات وهي غير علمية. 